# Nowe Kotkowice
Nowe Kotkowice [pronunciación en polaco: /ˈnɔvɛ kɔtkɔˈvit͡sɛ/], en alemán Neu Kuttendorf, es un pueblo ubicado en el distrito administrativo de Gmina Głogówek (Gemeinde Oberglogau), dentro del Condado de Prudnik, Voivodato de Opole, en el sur de Polonia occidental, cercano a la frontera checa. Se encuentra aproximadamente a 5 kilómetros al noreste de Głogówek (Oberglogau), a 25 kilómetros al este de Prudnik, y a 33 kilómetros al sur de la capital regional Opole.
Desde 2009, como la mayoría del área circundante, el pueblo ha sido declarado oficialmente bilingüe en alemán y polaco.